# Chris D’Alvise
Christopher „Chris“ D’Alvise (* 28. Januar 1986 in Mississauga, Ontario) ist ein kanadischer Eishockeyspieler, der seit April 2018 beim EHC Lustenau in der Alps Hockey League unter Vertrag steht.

## Karriere
Chris D’Alvise spielte von 2003 bis 2005 für die Wexford Raiders in der Ontario Provincial Junior Hockey League (OPJHL) und kam auf 91 Einsätze, bei denen er 103 Scorerpunkte erzielte. 2004/05 war er mit 56 Punkten der Topscorer der Mannschaft und führte das Team als Assistent Captain in die South Division Finals 2005.
Anschließend stand er vier Saisonen für die Universitätsmannschaft Clarkson Golden Knights auf dem Eis. In seiner ersten Saison war er mit 25 Punkten in 37 Spielen der zweitstärkste Nachwuchs-Scorer der Mannschaft. 2006/07 gelang der Meisterschaftsgewinn der ECAC, wobei D’Alvise als herausragendster Spieler der Liga geehrt wurde. Diesmal hatte er 26 Punkte in 37 Spielen erreicht. 2007/08 wurde er mit 29 Punkten in 39 Spielen drittstärkster Scorer der Mannschaft, zudem konnte die Hauptrunde der Conference gewonnen werden. Seine letzte Saison beendete er als bester Torschütze und drittbester Scorer der Mannschaft mit 13 Toren und 12 Assists.
Im März 2009 wurde er von den Cincinnati Cyclones aus der East Coast Hockey League (ECHL) unter Vertrag genommen und kam noch auf vier Einsätze, wobei er drei Punkte erzielte. In der folgenden Saison 2009/10 kam er beim Ligakonkurrenten Stockton Thunder zum Einsatz und erreichte mit der Mannschaft die Division Finals, wobei D’Alvise 76 Punkte in 81 Einsätzen beisteuerte. Er lag nach Toren, Punkten und spielentscheidenden Toren jeweils unter den Top 4 der Liga. 
2010 bis 2012 erreichte er 37 Punkte in 34 Spielen für Stockton Thunder und 23 Punkte in 46 Spielen für den Schwesterverein Springfield Falcons in der American Hockey League (AHL), der zweithöchsten Spielklasse Nordamerikas. 
Im Juni 2012 wechselte D’Alvise nach Europa und verstärkte in dieser Saison den slowenischen EBEL-Verein Olimpija Ljubljana. Der Verein war zwar in der Liga chancenlos, gewann aber die Slowenische Meisterschaft. D’Alvise überzeugte mit 56 Punkten in 58 Einsätzen.
Zwischen 2013 und 2018 stand D’Alvise beim österreichischen Ligakonkurrenten Dornbirner EC unter Vertrag und gehörte zu den besten Torschützen der Liga. Schon in seiner ersten Saison wurde er mit 36 Toren zweitbester Torschütze und führte mit seinen Vereinskollegen Luciano Aquino und Graham Mink mit jeweils 17 Treffern die Liste der meisten Powerplay-Tore der Liga.

## Erfolge und Auszeichnungen
- 2007 Whitelaw-Cup-Gewinn mit der Clarkson University
- 2010 Teilnahme am ECHL All-Star Game
- 2010 ECHL-Rookie des Monats März
- 2013 Slowenischer Meister mit dem HDD Olimpija Ljubljana